# Margaret Woffington
Margaret Woffington, nota anche come Peg Woffington (Dublino, 1720 circa – Westminster, 26 marzo 1760), è stata un'attrice teatrale irlandese.

## Primi anni
Woffington nacque a Dublino da una famiglia di umili origini. Sembra che suo padre fosse un muratore, e dopo la sua morte, la famiglia cadde in povertà. Sua madre fu costretta a fare la lavandaia, mentre Peg andava vendendo il crescione di porta in porta.

## Carriera di attrice
Margaret venne assunta a dieci anni da un'acrobata italiana nota come Madame Violante e recitò come Polly Peachum in una rappresentazione fatta da ragazzi di L'opera del mendicante di John Gay. Ballò e recitò in vari teatri di Dublino fino al 1740, finché il successo della sua interpretazione come Sir Harry Wildair nella commedia The Constant Couple di George Farquhar la portò al debutto al Covent Garden da dove iniziò la sua notorietà come attrice. La sua interpretazione in abiti maschili del libertino Wildair suscitò grande scalpore.
A partire dal 1740 Peg Woffington si esibì al Drury Lane dove conobbe David Garrick, il famoso attore, col quale iniziò un sodalizio artistico e sentimentale che si protrasse per alcuni anni finché nel 1744, la Lovely Peggy decise senza alcun motivo apparente di lasciarlo. Oltre al periodo di unione more uxorio con Garrick, Peg Woffington per la sua bellezza e bravura fu protagonista di varie relazioni, tra cui quelle con Edward Bligh, 2º Duca di Darnley e Sir Charles Hanbury Williams. Peg fu amica e mentore delle famose dame del bel mondo, le sorelle Elizabeth e Maria Gunning, condivise il palcoscenico con artisti come Charles Macklin, Kitty Clive e l'attrice drammatica Susannah Maria Arne (allora conosciuta come Mrs Cibber, avendo sposato il drammatrurgo e attore Theophilus Cibber).

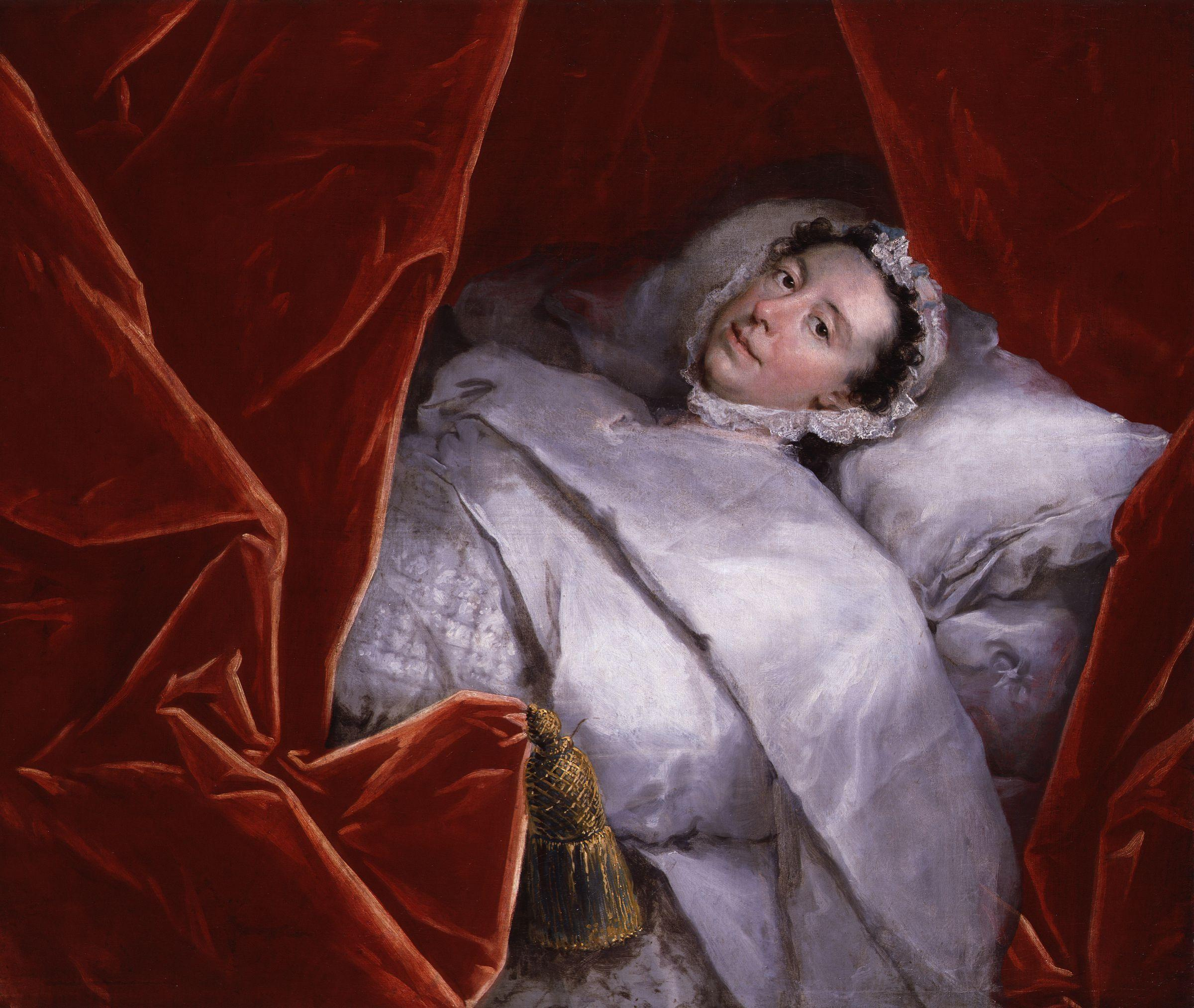
Margaret Woffington a letto dopo la paralisi, circa 1758.

Peg Woffington fu nominata presidente (ed unico socio femminile) del Thomas Sheridan's Beefsteak Club di Dublino. Peg si diede da fare per istruire ed aiutare la sorella Mary (nota come Polly) e si interessò per l'assegnazione di una pensione alla madre.
Dopo aver risieduto per un certo periodo a Teddington e aver viaggiato ritornò a recitare al Covent Garden. Il 3 maggio 1757, mentre stava interpretando Rosalinda in Come vi piace di Shakespeare, Margaret 'Peg' Woffington mentre recitava il famoso epilogo fu colta da paralisi. Ella in seguito si riprese ma non avrebbe più potuto calcare le scene. Si trascinò ancora per due anni finché spirò il 25 marzo 1760 nella sua casa di Queen Square, Westminster. La salma venne traslata per la sepoltura nella St Mary's Church di Teddington.

## Filmografia
Alla vita di Margaret Woffington è dedicato il film del 1917 Masks and Faces, di Fred Paul, a sua volta tratto dal lavoro teatrale omonimo di Charles Reade e Tom Taylor.